# Vietri sul Mare
Vietri sul Mare (italiano: vietri sobre el mar) es un municipio de la provincia de Salerno en la región de Campania, en el sur de Italia. 
Como parte de la Costa Amalfitana, Vietri sul Mare ha sido declarado Patrimonio de la Humanidad por la Unesco.

## Evolución demográfica

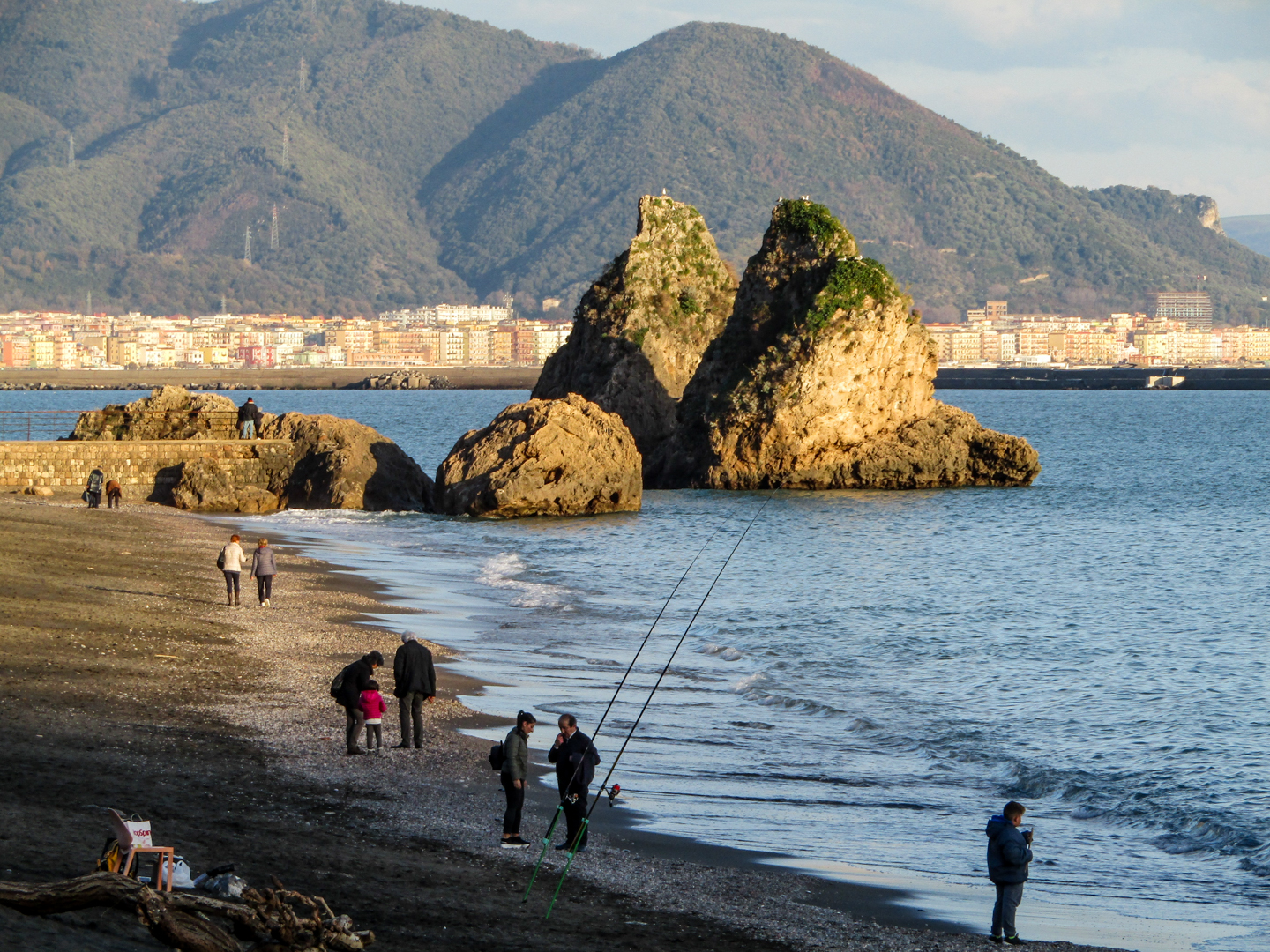
Los "Dos Hermanos"

Vietri es el inicio de la Costa Amalfitana con sus famosos "Dos Hermanos", un par de enormes rocas en la playa de Vietri al límite con la ciudad de Salerno. 
Hasta 1840 Vietri era un sector/barrio periférico de Salerno, con una población de casi tres mil habitantes. 
Con la unificación de Italia Vietri fue declarado un común independiente y desde entonces ha crecido en población alcanzando casi dies mil habitantes en el verano del 2022.
En el siglo XX en Vietri se ha desarrollado una importante industria de mosaicos y porcelanas, famosa en todo el mundo (especialmente en Alemania, de donde han venido algunos a trabajar en esta industria).
| Gráfica de evolución demográfica de Vietri sul Mare entre 1861 y 2001 |
|                                                                       |
| Fuente ISTAT - elaboración gráfica de Wikipedia                       |